# St Quivox Parish Church

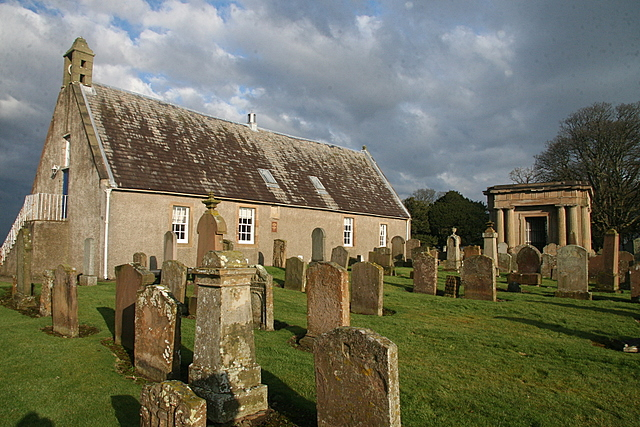
Rückseite der St Quivox Parish Church; rechts ist das Mausoleum zu sehen.

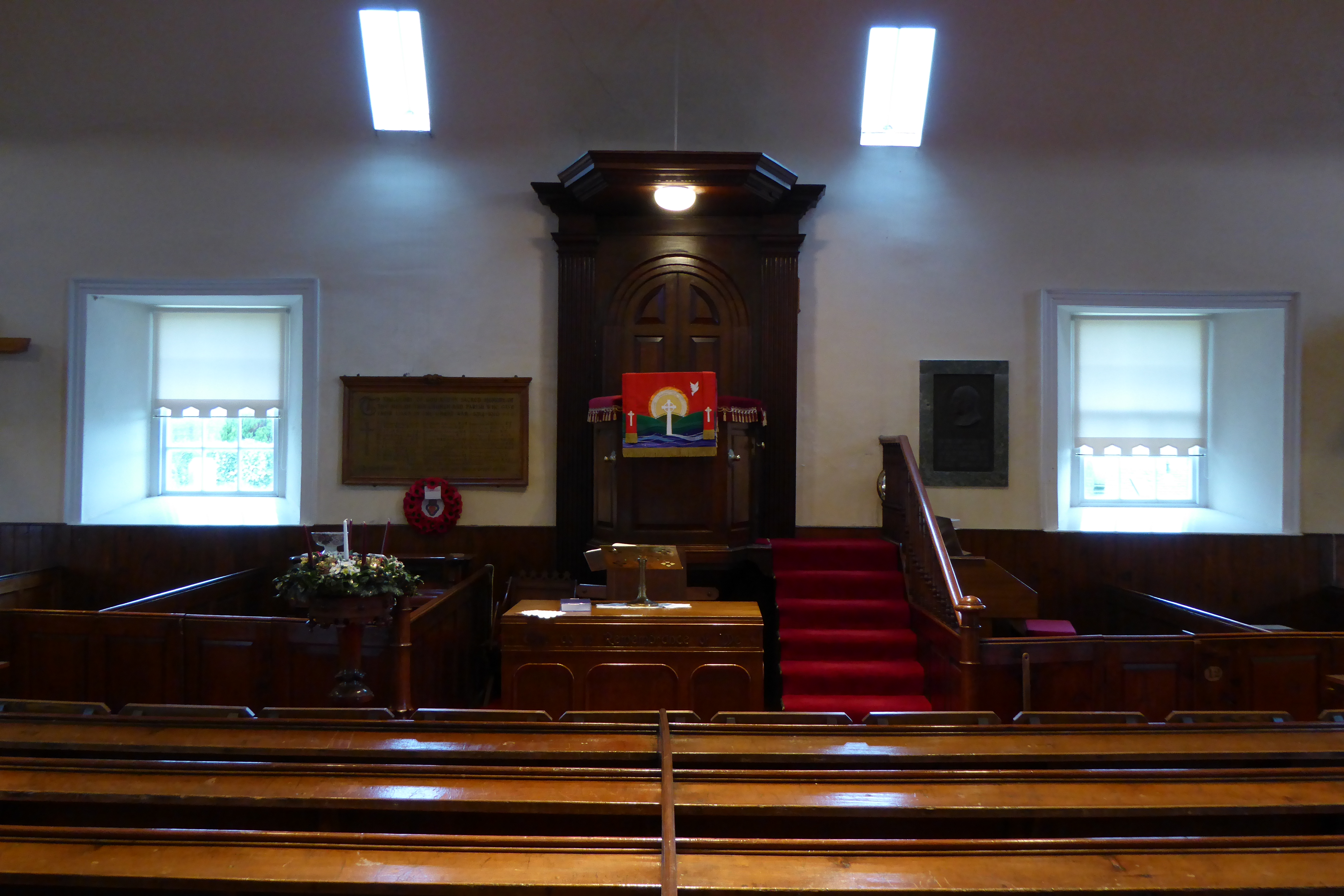
Blick in den Innenraum

Die St Quivox Parish Church ist ein Kirchengebäude der presbyterianischen Church of Scotland in der schottischen Ortschaft St Quivox in der Council Area South Ayrshire. 1971 wurde das Bauwerk in die schottischen Denkmallisten in der höchsten Denkmalkategorie A aufgenommen. Des Weiteren bildet die Kirche zusammen mit dem nebenliegenden Mausoleum ein Denkmalensemble der Kategorie A. Dieses ist jedoch auch eigenständig als Kategorie-A-Bauwerk eingestuft.

## Geschichte
Die früheste Erwähnung eines Kirchengebäudes an diesem Standort stammt aus dem Jahre 1208. Dieses ab 1238 der Abtei Paisley zugeordneten Gebäude verfiel wahrscheinlich noch im 13. Jahrhundert. In der nachreformatorischen Zeit veranlasste Alan Cathcart, 4. Lord Cathcart den heutigen Kirchenbau. Dieser entstand im Jahre 1595. Sowohl 1767 als auch 1825 wurde die St Quivox Parish Church erweitert.

## Beschreibung
Das Gebäude liegt inmitten des umgebenden Kirchhofs im Zentrum von St Quivox. Die Fassaden des asymmetrischen Gebäudes zeigen teilweise ein freiliegende Schichtenmauerwerk aus Sandsteinquadern, während andere Teile mit Harl verputzt sind. Der Eingangsbereich befindet sich an der Ostseite. Der Innenraum entspricht weitgehend der Überarbeitung aus dem Jahre 1767.

## Mausoleum
Das Mausoleum wurde im Jahre 1822 für James Campbell erbaut. Als Architekt zeichnet William Henry Playfair für den Entwurf im Greek-Revival-Stil verantwortlich. Die Kanten des quadratischen Sandsteingebäudes sind mit gepaarten dorischen Säulen gestaltet. Sie tragen einen Fries mit Triglyphen. Mit Ausnahme der Westseite sind alle Seiten mit Eingangsportalen mit Eisengittern und Architrav versehen.